# Виховання Каїна
Виховання Каїна (англ. Raising Cain) — американський трилер 1992 року режисера Брайана Де Пальми.

## Сюжет
Картер Нікс — лікар-психолог, який страждає множинним розладом особистості, штучно викликаним його батьком, також вченим-психологом. Однак доктор проводив експерименти не тільки зі своїм сином, але і з іншими. Для цього він викрадав чужих дітей. Після викриття він тікає у Норвегію. Але справу продовжив його багатоликий син. В одному образі він убивця, в іншому ніжний батько.

## У ролях
| Актор              | Роль                                       |
| ------------------ | ------------------------------------------ |
| Джон Літгоу        | Картер / Каїн / доктор Нікс / Джош / Марго |
| Лоліта Давидович   | Дженні                                     |
| Стівен Бауер       | Джек                                       |
| Френсіс Стернхаген | доктор Вальдхайм                           |
| Грегг Генрі        | лейтенант Террі                            |
| Том Бауер          | сержант Келлі                              |
| Мел Гарріс         | Сара                                       |
| Тері Остін         | Карен                                      |
| Габріель Картеріс  | Нан                                        |
| Бартон Гейман      | Мак                                        |
| Аманда Помбо       | Емі                                        |
| Кетлін Каллан      | Емма                                       |
| Ед Гукс            | коронер                                    |
| Джим Джонсон       | портьє                                     |
| Карен Кан          | продавчиня                                 |
| Ной Монтойя        | садівник                                   |